# I Don't Know How She Does It
I Don't Know How She Does It är en amerikansk långfilm från 2011 i regi av Douglas McGrath, med Sarah Jessica Parker, Pierce Brosnan, Greg Kinnear och Christina Hendricks i rollerna. Filmen bygger på boken I Don't Know How She Does It av Allison Pearson.

## Handling
Kate Reddy (Sarah Jessica Parker) balanserar sitt jobb inom finansvärlden med att vara mamma till två underbara barn och fru till den arbetslösa arkitekten Richard (Greg Kinnear). Till sin hjälp har hon sin bästa vän Allison (Christina Hendricks). Kates assistent Momo (Olivia Munn) lever däremot för sitt arbete. När Kate har fått ett stort nytt konto börjar hennes kollega Jack (Pierce Brosnan) att göra närmanden och Richard får ett jobberbjudande. Saker och ting blir lätt komplicerade.

## Rollista
| Sarah Jessica Parker | – Kate Reddy        |
| Pierce Brosnan       | – Jack Abelhammer   |
| Greg Kinnear         | – Richard Reddy     |
| Christina Hendricks  | – Allison Henderson |
| Kelsey Grammer       | – Clark Cooper      |
| Seth Meyers          | – Chris Bunce       |
| Olivia Munn          | – Momo Hahn         |
| Jane Curtin          | – Marla Reddy       |
| Mark Blum            | – Lew Reddy         |
| Busy Philipps        | – Wendy Best        |
| Sarah Shahi          | – Janine LoPietro   |
| Jessica Szohr        | – Paula             |
| Emma Rayne Lyle      | – Emily Reddy       |

## Mottagande
Filmen floppade på bio, med en budget på $24 miljoner dollar lyckades den endast spela in $30 miljoner dollar. Recensenterna var inte heller särskilt glada över filmen, bara 17% av recensionerna på Rotten Tomatoes är positiva. Svenska Dagbladets recensent Jeanette Gentele gav filmen 1 av 5 och skrev:
| ” | Mycket intressantare hade varit att få följa hur Christina Hendricks ensamstående mamma Allison bär sig åt, men hennes tillvaro får vi inte ta del av. I stället ska vi oroas över hur Kate ska klara av att hon fått hårlöss av sina barn inför ett viktigt möte. Botten. | „ |